# Ska Keller
Franziska Maria (Ska) Keller (ur. 22 listopada 1981 w Gubinie) – niemiecka polityk, posłanka do Parlamentu Europejskiego VII, VIII i IX kadencji.

## Życiorys
Studiowała islamistykę, judaistykę i turkologię na Wolnym Uniwersytecie Berlina. W 2001 wstąpiła do „Grüne Jugend”, organizacji młodzieżowej niemieckich Zielonych. Od 2005 do 2007 była rzeczniczką Federacji Młodych Zielonych Europejskich. W 2007 objęła kierownictwo Zielonych w Brandenburgii. Pracowała w organizacji pozarządowej w powiecie Spree-Neiße.
W wyborach w 2009 uzyskała mandat deputowanej do Parlamentu Europejskiego. Zasiadła w grupie Zielonych i Wolnego Sojuszu Europejskiego. W 2014 i 2019 z powodzeniem ubiegała się o europarlamentarną reelekcję.
Była wiceprzewodniczącą frakcji, a w połowie VIII kadencji została współprzewodniczącą grupy wraz z Philippem Lambertsem. Pełniła tę funkcję również przez część IX kadencji w latach 2019–2022.